# Regierungsbezirk Erbach
Der Regierungsbezirk Erbach war zwischen 1848 und 1852 ein Regierungsbezirk im Großherzogtum Hessen mit Sitz in Erbach.

## Geschichte
Die Revolution von 1848 im Großherzogtum Hessen führte auch zu einer Verwaltungsreform, weil die bis dahin bestehenden mittleren Verwaltungsebenen, Kreise, respektive Landratsbezirke und Provinzen, von den Bürgern als Instrumente staatlicher Unterdrückung wahrgenommen wurden. Landratsbezirke waren zudem noch eine ältere Organisationsform der Verwaltung, die in einigen standesherrlichen Gebieten bei der letzten Gebietsreform nicht angetastet worden war. All diese Verwaltungsebenen wurden abgeschafft und durch zehn Regierungsbezirke (ab 1850: elf) ersetzt. Die neue Struktur trat zum 21. August 1848 in Kraft.
Der Regierungsbezirk Erbach war einer von vier Regierungsbezirken im Bereich der ehemaligen Provinz Starkenburg. Er wurde aus den bisherigen Landratsbezirken Breuberg, Erbach und Wimpfen gebildet. Im Landratsbezirk Erbach hatte die Familie der Grafen von Erbach und im Landratsbezirk Breuberg hatten die Familien der Grafen von Erbach und der Fürsten von Löwenstein-Wertheim gemeinsam Herrschaftsrechte inne. Diese Sonderrechte wurden nun ebenfalls beseitigt.
Nach dem Sieg der Reaktion wurde der Regierungsbezirk Erbach 1852 in Kreise aufgelöst, die Kreise Erbach, Neustadt und Wimpfen. Die dem Staat im Zuge der Revolution anheimgefallenen Rechte der Standesherren behielt er ein.

## Regierungskommission
Die Regierungskommission des Regierungsbezirks Erbach bildeten:
- Direktor:
  - Peter Camesasca (1848–1849), zuletzt Kreisrat des Kreises Bingen, als Direktor. 1849 wechselte er in gleicher Funktion in die Regierungskommission des Regierungsbezirks Heppenheim
  - Eduard Ernst App (1849–1852), zuletzt Mitglied der Regierungskommission des Regierungsbezirks Heppenheim, ab 1852: Kreisrat des Kreises Erbach
- Ludwig Follenius, zuletzt Kreisrat des Kreises Hungen
- Heinrich Meyer, zuletzt Sekretär des Kreises Heppenheim[8]
- Karl Melior, zuletzt Sekretär des Kreises Bingen
- Ludwig Karl Dieffenbach[9]